# Museumnacht
Museumnacht is een jaarlijks terugkerend evenement in musea in diverse steden in Vlaanderen, Nederland en Suriname.
Een museumnacht wordt onder andere gehouden in:
- Almere
- Amsterdam[1]
- Antwerpen[2]
- Breda
- Brussel, daar ook museumnocturne genoemd[3]
- Den Haag[4]
- Den Helder[5]
- Delft[6]
- Enschede[7]
- Gent[8]
- Groningen[9]
- Leiden[10]
- Maastricht[11]
- Oostendse museumnocturnes[12]
- Paramaribo, daar Museumn8 genoemd[13]
- Roermond
- Rotterdam[14]
- Utrecht

De musea zijn dan meestal geopend van 19.00 tot en met 02.00 uur. Vaak worden er speciale activiteiten georganiseerd, zoals gidsbeurten of gastoptredens van musici.
Soms houdt een enkel museum in een stad een museumnacht zoals onder meer het Van Abbemuseum in Eindhoven.
In Vlaanderen houden sommige musea ook extra laat open tijdens de Nacht van de Geschiedenis.